# 随州
随州（隨州、ずいしゅう）は、中国にかつて存在した州。南北朝時代から民国初年にかけて、現在の湖北省随州市一帯に設置された。

## 概要
西魏により置かれた并州を前身とする。554年（廃帝3年）、并州は随州と改称された。
583年（開皇3年）、隋が郡制を廃すると、随郡が廃止されて、随州に編入されたが、随州は隋州と改称された。607年（大業3年）に州が廃止されて郡が置かれると、隋州は漢東郡と改称された。
620年（武徳3年）、唐により漢東郡は随州と改められた。742年（天宝元年）、随州は漢東郡と改称された。758年（乾元元年）、漢東郡は随州の称にもどされた。随州は山南東道に属し、随・光化・唐城・棗陽の4県を管轄した。
967年（乾徳5年）、北宋により随州に崇義軍節度が置かれた。976年（太平興国元年）、崇信軍節度と改められた。宋のとき、随州は京西南路に属し、随・唐城・棗陽の3県を管轄した。南宋の初期には南宋と斉や金とのあいだに随州をめぐる争奪が繰り返された。
1237年、モンゴル帝国により随州は占領された。その後南宋が奪回したが、1275年（徳祐元年）に元に降った。元の随州は徳安府に属し、随・応山の2県を管轄した。
明清のとき、随州は徳安府に属し、応山県を管轄した。
1912年、中華民国により随州は廃止され、随県と改められた。